# Troll metal
Troll metal är en blandning av black metal och folk metal. Det anses dock inte vara en egen fristående subgenre till metal utan brukar vanligen bestå av just dessa två genrer, ibland kombinerat med viking metal. Oftast handlar texterna om att man är omgiven av troll och annat oknytt eller så är musikerna utklädda till troll. Exempel på sådan musik är Finntroll, Mortiis, Arckanum, Trollfest, Trollech, Trollkotze och Trolltod.

### Fotnoter
1. 1 2  Fredrik Strage (21 februari 2014). ”Trolsk text på svenska är behållningen”. Dagens nyheter. http://www.dn.se/arkiv/kultur/trolsk-text-pa-svenska-ar-behallningen/. Läst 6 oktober 2016.